# Pseudohalogen
Els Pseudohalogens són compostos inorgànics binaris de la forma general XY, on X és un grup cianur, cianat, tiocianat, etc., i Y és qualsevol dels X, o un vertader halogen. No totes les combinacions són estables. Els exemples inclouen el cianogen, (CN)₂, i el ICN. Aquests anions es comporten com a halogens i la presència d'enllaços dobles o triples no pareixen afectar el seu comportament químic.
Els nanoclusters d'alumini (sovint esmentats com a superàtoms) són de vegades considerats pseudohalogens perquè, també, es comporten com a ions halurs, formant Al13I₂− (anàleg al I₃−) i composts similars. Això és degut als efectes de l'enllaç metàl·lic a escales petites.
Un altre complex pseudohalogen és el dicobalt octacarbonil, Co₂(CO)₈. Aquesta substància pot ser considerada com a dímer de l'hipotètic tetracarbonil de cobalt Co(CO)₄. Aquest compost pot ser reduït al "pseudo- halur", tetracarbonilcobaltat, Co(CO)₄-. L'àcid HCo(CO)₄ és de fet completament un àcid fort, encara que la seva baixa solubilitat el fa no tan fort com el vertader àcid halohídric.